# Club de Remo Trasmiera
El Club de Remo Trasmiera es un club deportivo cántabro que fue fundado por la Sociedad Deportiva de Remo Pedreña para poder participar con ambas tripulaciones durante los campeonatos a celebrar en Cantabria. Ha disputado regatas en todas las categorías y modalidades de banco fijo, en bateles y trainerillas principalmente.

## Historia

### Trainerillas
En el año 2007, disputó el regional de Cantabria de trainerillas siendo medalla de plata, lo cual le dio acceso al Campeonato de España, donde quedó en octavo lugar. En 2009 también se clasificó para el Campeonato de España, quedando cuarto a tan solo un segundo de la medalla de bronce que consiguió Urdaibai. En 2013 terminaron en segundo lugar el Campeonato Regional, a 18 segundos del ganador, Astillero. En 2017 consiguió la medalla de bronce en el Campeonato regional de Cantabria, por detrás de Astillero y Pedreña.

### Bateles
En 2011 participaron en el Campeonato de España de Bateles y consiguieron ser segundos en la categoría sénior, solo por detrás de Astillero, que llegó dos segundos antes. En 2016 fueron terceros en el Campeonato regional de Cantabria de bateles por detrás de Astilero y de la Club de Remo La Planchada y en 2017 fueron segundos, solo por detrás del Planchada.